# Ті-Боун Вокер
Аарон Тібо 'Ті-Боун' Вокер (англ. Aaron Thibeaux "T-Bone" Walker; 28 травня 1910, Лінден, Техас, США — 16 березня 1975, Лос Анджелес, Каліфорнія, США) — американський блюзовий гітарист, який вважається одним із найвпливовіших піонерів і новаторів електричного та джамп-блюзу. За деякими свідченнями — перший гітарист, який виконував блюз на електрогітарі.

## Біографія

### Ранні роки
Аарон Тібо Вокер народився у місті Лінден, штат Техас. Коли йому виповнилось 2 роки, сім'я переїхала в Даллас.
Батьки Аарона, Movelia Jimerson і Rance Walker, обоє були музикантами. Його вітчим Marco Washington навчив його співати, грати на гітарі, банджо, укулеле, скрипці, мандоліні і фортепіано.
Друг сім'ї Блайнд Лемон Джефферсон (засновник техаського блюзу), інколи навідувався на вечерю до дому Вокерів. Без сумніву, такі обставини допомогли сформувати інтерес юного Вокера до блюзу.
Аарон залишив школу у 10 років, і після цього, до 1923 року був провідником Блайнд Лемона по околицях Далласа. До 15 років він отримав достатньо досвіду, щоб випустити дебютний сингл «Wichita Falls Blues»/«Trinity River Blues» на Columbia Records, під псевдонімом Oak Cliff T-Bone.
В 1935 Вокер одружився з Відою Лі. У пари народилось 3 дітей. Протягом 1935–1939 Аарон грав у клубах Центрального Авеню Лос Анджелесу, часом з Les Hite's Cotton Club Orchestra.

### Новонабутий стиль
Характерне звучання Вокера починає формуватися з випуском синглу «Mean Old World» на дочірньому лейблі Capitol Records — Black and White Records. Багато своїх відомих пісень Ті-Боун записав у період 1946—1948, включаючи хіт «Call It Stormy Monday (But Tuesday Is Just As Bad)».
У 1950 році Ті-Боун покинув Capitol Records, і почав записуватися на Imperial Records. Вокер співпрацював з цією студією близько 5 років, записавши більше 50 композицій, серед яких «I Walked Away» і «Cold Cold Feeling». Єдиною платівкою Вокера, випущеною за наступні 5 років, була T-Bone Blues (реліз відбувся на Atlantic Records), записана у 3 сесії у 1955, 1956 та 1959 роках.
У ранніх 60-х активність Ті-Боуна обмежувалася виступами на різних фестивалях у Америці та Європі: American Folk Blues Festival Package у 1962 , Ann Arbor Festival у 1969, Berkley Blues Festival у 1970, в Карнегі Холі і в Філмор-Іст у Нью-Йорку. До записаних у цей час альбомів відносяться I Want a Little Girl і  Good Feelin', за який йому було присуджено премію «Греммі» (в категорії «Найкращий запис етнічної музики або традиційного фолку»).
Здоров'я Вокера почало різко погіршуватися. У нього була виразка шлунка, крім того, він ніяк не міг кинути пити. Ті-Боун припинив виступи після інсульту у 1974.
Помер від бронхопневмонії 16 березня 1975 року. Похований на кладовищі Inglewood Park у Інглвуді, Каліфорнія.
Ім'я Ті-Боуна у 1980 було посмертно внесене до Зали слави блюзу, і до Зали слави рок-н-ролу в 1987.

## Спадщина
Чак Беррі говорив, що музика Ті-Боуна Вокера і Луїса Джордана найбільше вплинула на його стиль і поведінку на сцені. Бі Бі Кінг згадує, що після того, як почув Stormy Monday, зрозумів, що теж хоче грати на електрогітарі.
Вокером захоплювався Джимі Хендрікс, який запозичив у Ті-Боуна манеру грати на гітарі зубами.

## Дискографія
- Stormy Monday Blues (1947)
- T-Bone Blues (Atlantic, 1960)
- I Get So Weary (1961)
- Great Blues Vocals and Guitar (1963)
- The Legendary T-Bone Walker (1967)
- Blue Rocks (1968)
- The Truth (1968)
- Feelin' the Blues (1969)
- Funky Town (1969)
- Good Feelin' (1969)
- Super Black Blues з Джо Тернером і Отісом Спенном (1969, BluesTime)
- Everyday I Have the Blues (1970, BluesTime)
- Fly Walker Airlines (1972)
- I Want a Little Girl (1973, Delmark); спочатку виданий у Франції як Feeling the Blues (1973, Black & Blue)
- Very Rare (1973)
- Dirty Mistreater (1973)
- Well Done (1973)